# 西遊釋厄傳2
『西遊釋厄傳2』（さいゆうしゃくやくでん ツー）は2007年稼働開始のアーケードゲーム。
台湾のIGSにより開発された。システム基板はPGM2。日本国外でのタイトルは、『Oriental legend 2』。

## 概要
西遊記を題材にしたベルトスクロールアクションゲーム。

## ゲームモード
モードセレクト
ゲーム開始時に、以下のモードから選ぶことが可能。
ストーリーモード
通常のモードだが、7面までしか遊べず、エンディングも仮のエンディングとなる。
インターネットランキング
敵の攻撃力が高い等の難易度上昇が施されたモード。8面まで遊ぶことができ、クリアすればクリアしたキャラクターごとのエンディングを見ることができる。また、当時はクリア後に表示されるパスワードを公式サイトで入力してランキング登録することもできた。
魔王に挑戦
ステージボスと戦うことができるモード。ボスの順番は固定であり、選択することは不可能。

## プレイアブルキャラクター
- 孫悟空
- 猪八戒
- 沙悟浄
- 二郎神
- 小龍女
- 紫衣
- 鉄扇公主  7面のボスキャラクターとしても出現。
- 嫦娥
- 唐三蔵
- 蜘蛛精  5面のボスキャラクターとしても出現。